# Carolina Ardohain
 (août 2022).
Carolina Ardohain, née Ana Carolina Ardohain Dos Santos le 17 janvier 1978 à General Acha, La Pampa, en Argentine est un mannequin, star de la télévision argentine et actrice de cinéma, couramment surnommée Pampita, "la fille de la Pampa". 

## Biographie
À l'âge de 17 ans, elle se rend à Buenos Aires. Elle est vendeuse jusqu'à ce qu'un agent de casting la remarque. Pampita répondait aux deux critères: jolie et de caractère.
Elle a posé pour Victoria's Secret et Wonderbra, ainsi que dans des campagnes pour Honda et Coca-Cola. 
Elle a également participé à quelques émissions de variétés à la télévision, El Rayo" et "El Sitio".
Pendant la coupe du monde de football de 2002, elle était la marraine de l'équipe nationale argentine. 
La Televisión Española l'a invitée à l'émission El Show de Flo en septembre 2002.
Elle a épousé le mannequin et photographe Martín Barrantes en novembre 2002. 
Elle participe aux séries télévisées argentines Rebelde Way (2002-2003) et "Doble Vida" (2005).
En février 2004 elle était jury et Reine du Festival international de musique de Viña del Mar, au Chili, ce qui lui a donné une grande popularité en Amérique latine comme aux États-Unis.
En septembre 2005 elle se sépare de Martín Barrantes dans des conditions tumultueuses et fréquente Benjamín Vicuña, un acteur chilien. Ils ont eu quatre enfants, dont une fille nommée Blanca comme la grand-mère de Benjamin. Ce fut également l'occasion d'une reprise de contact entre elle et sa mère. Le décès tragique Blanca en 2012, à 6 ans, émeut profondément l'Argentine et le Chili. La séparation de Pampita et de Benjamín Vicuña fin 2015 fait également les titres de la presse people.
Elle est souvent comparée à d'autres modèles argentins, telles Nicole Neumann et Julieta Prandi, issues de la haute couture, tandis que Pampita est considérée comme de basse extraction.
En 2008 elle participe et remporte la 5e saison de l'émission Bailando por un Sueño, la version argentine de Danse avec les stars. 
Carolina Ardohain fait des apparitions remarquées au cinéma, en 2009 dans le film choral Súper, todo Chile adentro, de  Fernanda Aljaro et Felipe del Río, et plus encore en 2017 comme premier rôle dans Desearás… al hombre de tu hermana, de Diego Kaplan, au côté .de Mónica Antonópulos
Désormais, elle a ralenti ses activités de mannequin, s'adonnant à la danse et à sa famille. Elle participe volontiers à des œuvres de bienfaisance.

## Citations
« Jamais d'alcool, ni de drogues. Si je veux m'amuser, je danse. Partout où il y a de la musique, j'aime danser, et même sur les tables, je ne suis pas timide! »
« Les femmes d'Amérique du Sud ont le sang chaud ; elles sont plus à l'aise et moins inhibées dans leur corps. »

## Couvertures de magazines
- Elle en Argentine, décembre 2018[2]

## Filmographie
- 2002 - 2003 : Rebelde Way, série télévisée de Martín Mariani, Cris Morena et Mauro Scandolari (quatorze épisodes) : Lulú[3]
- 2005 : Top Models, série télévisée de Martín Luna, un épisode : Carolina[3]